# 森都利亚大会
森都利亚大会或百人队会议 （拉丁语：comitia centuriata）为古代罗马共和国三大投票会议之一。相传为第六代国王塞尔维乌斯·图利乌斯创立，参加该大会不分是罗马人民还是平民，凡是服兵役的都可以参加。按财产分成六个等级。森都利亚大会取代了以血缘关系为基础的库里亚大会，获得了其重要的政治权力，如宣布战争、选举官员、审判重大案件等，而库里亚大会则逐渐丧失政治地位，后名存实亡。森都利亚大会的拉丁文词语（centuriata）来自百人队（Centuria，音译“森都利亚”）一词。百人队也是森都利亚大会的基本投票单位。